# Porina atlantica
Porina atlantica är en lavart som först beskrevs av Erichsen, och fick sitt nu gällande namn av P. M. Jørg. Porina atlantica ingår i släktet Porina och familjen Porinaceae.   Inga underarter finns listade i Catalogue of Life.